# Szép Szó
A Szép Szó 1936 márciusa és 1939 júniusa-augusztusa között rendszertelen időközökkel megjelent irodalmi és társadalomtudományi folyóirat volt Cserépfalvi Imre kiadásában. Alkotógárdája a városi demokrata írók legtudatosabb tömörülése volt.
Szép szó magyarul nem fölcicomázott kifejezést, hanem testet öltött érvet jelent. A szép szó nem csak eszközünk, hanem célunk is. Célunk az a társadalmi és állami életforma, melyben a szép szó, a meggyőzés, az emberi érdekek kölcsönös elismerése, megvitatása, az egymásrautaltság eszmélete érvényesül.
Ignotus Pál és József Attila

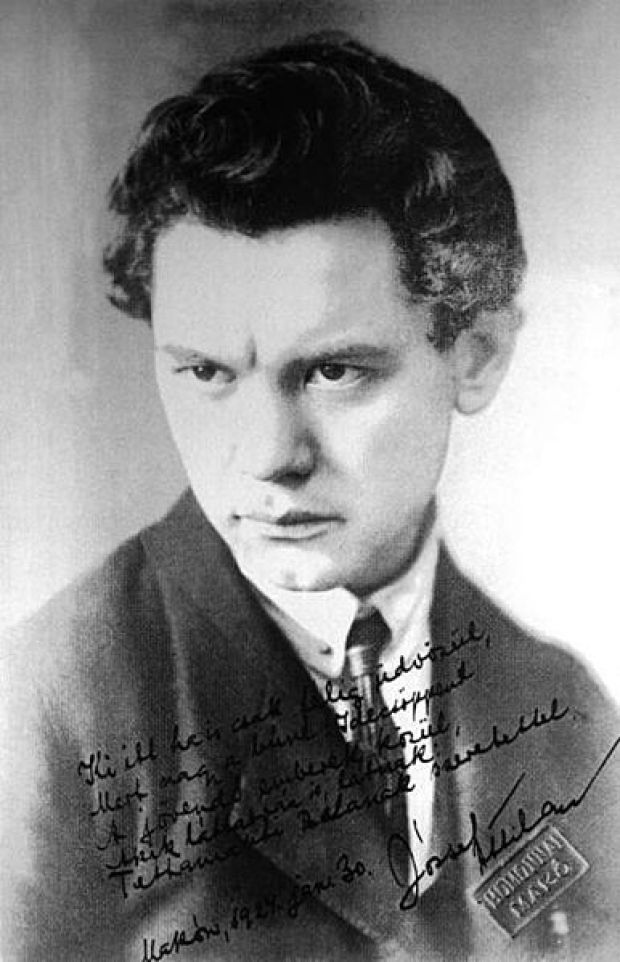
József Attila felelős szerkesztő

voltak a felelős szerkesztői, Fejtő Ferenc pedig társszerkesztő volt.  1938 júliusától – miután József Attila meghalt és a többi szerkesztő emigrált – megszűnéséig Gáspár Zoltán szerkesztette. Első évfolyamát a Cserépfalvi Könyvkiadó jelentette meg, a későbbieket a Pantheon Irodalmi Intézet Rt. Hatvany Bertalan, Ignotus Pál, Németh Andor, Remenyik Zsigmond és K. Havas Géza tartoztak szűkebb szerzői körébe.
Az „urbánusok” folyóirata a városi demokrata írók legtudatosabb tömörüléseként jött létre, a Nyugat kompromisszumával szembehelyezkedve. A Szép Szó köre elsősorban ideológiai-publicisztikai tevékenységre összpontosította figyelmét, a szépirodalmi anyagot szinte csak kísérő jelenségnek tekintette a lapban. Ebben kivételt csak József Attila költészete jelentett. Remenyik Zsigmond, Tersánszky Józsi Jenő, Nagy Lajos és Déry Tibor prózai írásai szerepeltek gyakran benne, és a legfiatalabb költőtehetségek: Pásztor Béla, Zsigmond Ede, Salamon Ernő, Keszthelyi Zoltán, Zelk Zoltán, Vészi Endre, Benjámin László. Érdemük Ady Endre és Juhász Gyula méltó értékelése. Rendszeresen közöltek műfordításokat a szomszédos népek irodalmából. A Szép Szó szellemes és bátor csatákat vívott a szélsőjobboldali és a szélsőjobbal békülékeny nézetekkel.
Az 1939 szeptemberében kibocsátott 8310/1939. M.E. számú rendelet alapján, a lapok terjedelme korlátozásának örve alatt a Szép Szót is betiltották. Szerző közül többen: Fejtő Ferenc, Hatvány Bertalan, Németh Andor, Hevesi András, Ignotus Pál, Remenyik Zsigmond emigrációba kényszerültek. Gáspár Zoltán lapszerkesztő K. Havas Géza újságíró segítségével állította össze az utolsó lapszámokat.